# عماد الدين خليل
عماد الدين خليل عمر الطائي، كاتب موسوعي ومؤرخ وأديب عراقي.

## ولادته ودراسته
ولد في الموصل سنة 1941م. وهو أديب ومفكر ومؤرخ عراقي، حصل على شهادة بكالوريوس في الآداب، من جامعة بغداد، سنة 1382هـ/1962م. ثم على شهادة الماجستير في التاريخ الإسلامي، من جامعة بغداد أيضًا، سنة 1385هـ/1965م. بعدها حصل على درجة الدكتوراه في التاريخ الإسلامي، من جامعة عين شمس، سنة 1388 هـ/1968م. لهُ عدد من المؤلفات التاريخية والأدبية ولا سيما في المسرح والقصة والشعر، ولهُ دراسات نقدية عديدة.

## نشاطه العلمي
حصل على شهادة بكالوريوس في الآداب بدرجة الشرف من قسم التاريخ بكلية التربية في جامعة بغداد عام 1962م، وشهادة الماجستير في التاريخ الإسلامي بدرجة جيد جدًا من معهد الدراسات العليا بكلية الآداب ـ جامعة بغداد عام 1965م عن رسالته الموسومة بـ (عماد الدين زنكي: 487 - 541هـ / 1094- 1146م) وشهادة الدكتوراه في التاريخ الإسلامي بدرجة الشرف الأولى من كلية آداب جامعة عين شمس في القاهرة عام 1968م، عن أطروحته الموسومة (الإمارات الارتقية في الجزائر الفراتية والشام: 465 - 813هـ / 1072- 1410م).
عمل مشرفًا على المكتبة المركزية في جامعة الموصل عام 1968م، وعمل معيدا فمدرسًا فأستاذًا مساعدًا في كُلية آداب جامعة الموصل للأعوام (1967-1977م)، وعمل باحثًا علميًا ومديرًا لِقسم التُراث ومديرًا لمكتبة المتحف الحضاري في المؤسسة العامة للآثار والتراث (المديرية العامة لآثار ومتاحف المنطقة الشمالية) في الموصل للأعوام (1977-1987م)، حصل على الأستاذية عام 1989م، وعمل أستاذًا للتاريخ الإسلامي وَمناهج البحث وفلسفة التاريخ في كلية آداب جامعة صلاح الدين في أربيل للأعوام (1987-1992م)، ثم في كلية تربية جامعة الموصل (1992-2000م)، فكلية الدراسات الإسلامية والعربية في دبي في الإمارات العربية المتحدة (2000-2002م) وفي جامعة الزرقاء الأهلية في الأردن عام 2003م فكلية آداب جامعة الموصل (2003-2005م) التي أعارت خدماته لكلية الشريعة والدراسات الإسلامية بجامعة اليرموك في الأردن حيث لا يزال يعمل هناك حتى الآن.
وتقاعد في عام 2011 واستمر في القاء محاظرات مجانيه إلى عام 2022

## المؤتمرات
شاركَ في عدد من المُؤتمرات والندوات الدولية العلمية والثقافية من بينها:
1. المؤتمر الأول للتعليم الجامعي بغداد العراق 1971.
2. المؤتمر العالمي الثالث للسيرة والسنة النبوية الدوحة قطر 1979.
3. المؤتمر الدولي الثالث لتاريخ بلاد الشام (فلسطين) عمان الأردن 1980.
4. الندوة العالمية الثالثة للآثار والتراث بغداد العراق 1981.
5. ندوة حوار حول الأدب الإسلامي المدينة المنورة السعودية 1982.
6. ندوة كتابة تاريخ الأمة الإسلامية الزقازيق مصر 1989.
7. ندوة المنهاجية وإسلامية المعرفة أكسفورد المملكة المتحدة 1990.
8. الأسبوع الثقافي للمعهد العالمي وجمعية الدراسات والبحوث الإسلامية عمان الأردن 1992.
9. المؤتمر العالمي الثاني حول النورسي وتجديد الفكر الإسلامي إسطنبول تركيا 1992.
10. ندوة مستقبل العالم الإسلامي الثقافي من خلال واقعه المعاصر، فاس المغرب 1993.
11. المؤتمر العالمي الثالث حول فكر سعيد النورسي إسطنبول تركيا 1995.
12. المؤتمر الثاني لجامعة الزرقاء الأهلية حول الأدب الإسلامي الواقع والطموح عمان/ الأردن 1999.
13. الملتقى الدولي الثالث للأدب الإسلامي، أغادير/ المغرب 2001م.
14. الملتقى الدولي الرابع للأدب الإسلامي، فاس/ المغرب 2004م.

## مؤلفاته

### التاريخ ومناهجه وفلسفته
1. ملامح الانقلاب الإسلامي في خلافة عمر بن بن عبد العزيز الدار العلمية بيروت - 1970.
2. عماد الدين زنكي مؤسسة الرسالة بيروت - 1972.
3. دراسة في السيرة مؤسسة الرسالة ودار النفائس بيروت - 1974.
4. التفسير الإسلامي للتاريخ دار العلم للملايين بيروت - 1975.
5. الحصار القاسي ملامح ماساتنا في افريقيا مؤسسة الرسالة بيروت - 1978.
6. الإمارات الارتقية في الجزيرة الفراتية والشام مؤسسة الرسالة بيروت - 1980.
7. نور الدين محمود: الرجل والتجربة دار القلم دمشق -1981.
8. في التاريخ الإسلامي: فصول في المنهج والتحليل المكتب الإسلامي بيروت ـ1981.
9. المقاومة الإسلامية للغزو الصليبي: عصر ولاة السلاجقة مكتبة المعارف الرياض ـ 1981 في الموصل.
10. دراسة التاريخ المكتب الإسلامي بيروت ـ 1983.
11. ابن خلدون اسلاميا المكتب الإسلامي بيروت ـ1983.
12. حول إعادة كتابة التاريخ الإسلامي دار الثقافة الدوحة ـ 1986.
13. المستشرقون والسيرة النبوية بحث مقارن في منهج دار الثقافة الدوحة ـ 1989 المستشرق البريطاني المعاصر: مونتغمري وات.
14. تحليل للتاريخ الإسلامي؛ اطار عام دار الثقافة الدوحة ـ1990.
15. المنظور التاريخي في فكر سيد قطب دار القلم بيروت ـ 1994.
16. نظرة الغرب إلى الحاضر الإسلام ومستقبلية دار النفائس بيروت ـ 1999.
17. دليل التاريخ والحضارة في الأحاديث النبوية الشريفة مكتب الأردن للمعهد العالمي للفكر الإسلامي عمان -2000 بالاشتراك مع المهندس حسن الرزو.
18. مدخل إلى التاريخ والحضارة الإسلامية الجامعة الإسلامية العالمية ماليزيا ـ 2001م.
19. الوحدة والتنوع في تاريخ المسلمين دار الفكر دمشق ـ2002م.

### الفكر الإسلامي
1. لعبة اليمين واليسار مؤسسة الرسالة بيروت - 1972.
2. تهافت العلمانية مؤسسة الرسالة بيروت - 1975.
3. مقابل في العدل الاجتماعي مؤسسة الرسالة بيروت - 1987.
4. مع القران في عالمه الرحيب دار العلم للملايين بيروت - 1979.
5. افاق قرانية دار العلم للملايين بيروت - 1979.
6. كتابات على بوابة القرن الخامس عشر دار العلوم الرياض - 1982 (بالاشتراك مع الدكتور عبد الحليم عويس).
7. كتابات اسلامية المكتب الإسلامي ومكتبة الحرمين الرياض - 1982.
8. كتاب مدخل إلى موقف القران الكريم من العلم مؤسسة بيروت - 1983 الحديث.
9. العلم في مواجهة المادية: قراءة في كتاب مؤسسة الرسالة بيروت ـ 1983 سوليفان: (حدود العلم).
10. حول إعادة تشكيل العقل المسلم كتاب الامة الدوحة ـ 1983.
11. اضواء جديدة على لعبة اليمين واليسار مؤسسة الرسالة بيروت - 1985.
12. مؤشرات اسلامية في زمن السرعة مؤسسة الرسالة بيروت - 1985.
13. حوار في المعمار الكوني دار الثقافة الثقافة الدوحة - 1987.
14. في الرؤية الإسلامية دار الثقافة الدوحة - 1988.
15. مدخل إلى اسلامية المعرفة المعهد العالمي للفكر الإسلامي فيرجينيا - 1991.
16. قالوا في الإسلام الندوة العالمية للشباب الإسلامي الرياض - 1992.
17. رؤية اسلامية في قضايا معاصرة كتاب الامة الدوحة - 1995.
18. القران الكريم من منظور غربي دار الفرقان عمان - 1996.
19. الإسلام والوجه الآخر للفكر الغربي مؤسسة الرسالة بيروت - 1997.
20. المراة والاسرة المسلمة من منظور غربي دار الفرقان عمان - 1997.
21. الرؤية الآن: في هموم فلسطين والعالم منشورات فلسطين المسلمة لندن الإسلامي - 2001م.
22. متابعات في الفكر والدعوة والتحديات دار الحكمة لندن - 2002م المعاصرة.
23. اولى ملاحم القرن مؤسسة الرسالة - 2002م.
24. مذكرات حول واقعة 11 ايلول دار الفكر دمشق - 2003م.

### الأدب الإسلامي
التنظير 
1. في النقد الإسلامي المعاصر مؤسسة الرسالة بيروت - 1972م.
2. مدخل إلى نظرية الأدب الإسلامي مؤسسة الرسالة - 1987م.
3. الغابات المستهدفة للاداب الإسلامي دار الضياء عمان - 2000م.

 النقد
1. محاولات جديدة في النقد الإسلامي مؤسسة الرسالة. 1981م.
2. في النقد التطبيقي دار النشر عمانـ 1998م.
3. متابعات في دائرة الأدب الإسلامي مؤسسة الرسالة قيد النشر.

 الدراسة الأدبية
1. الطبيعة في الفن الغربي والإسلامي مؤسسة الرسالة. 1977م.
2. فوضى العالم في المسرح الغربي المعاصر مؤسسة الرسالة 1977م.
3. الفن والعقيدة مؤسسة الرسالة 1990م.
4. (الكلمات): رؤية جمالية في الفكر النورسي قيد النشر.

 الابداع

1)المسرح
1. الماسورون مؤسسة الرسالة 1970م.
2. معجزة في الضفة الغربية مؤسسة الرسالة 1979م.
3. خمس مسرحيات اسلامية ذات فصل واحد مؤسسة الرسالة 1980م.
4. المغول مؤسسة الرسالة 1985م.
5. العبور دار ابن كثير دمشق ـ 2005م.
6. الشمس والدنس دار ابن كثير ـ 2005م.
7. التحقيق دار ابن كثير. قيد النشر.
8. الهم الكبير دار ابن كثير. قيد النشر.

2)الرواية
1. السيف والكلمة المركز الثقافي العربي الرباطـ 2005م.

3) القصة القصيرة
1. كلمة الله دار حضرموت. المكلا ـ 2002م.
2. رحلة الصعود التي لا نهاية لها دار ابن كثير قيد النشر.

4)الشعر
1. جداول الحب واليقين مؤسسة الرسالة. 1978م.
2. ابتهالات في زمن الغربة دار ابن كثير قيد النشر.

5) أدب الرحلات
1. الرحيل إلى إسطنبول دار حضر موت 2002م.
2. ريبورتاج: حوار في الهموم الإسلامية دار الحكمة لندن ـ 2002م.

## وصلات خارجية
- عماد الدين خليل على موقع أرشيف الشارخ.
- عماد الدين خليل.. تطوير العقل الإسلامي - برنامج: زيارة خاصة - قناة الجزيرة